# Šmartno na Pohorju
Šmartno na Pohorju ist ein Ortsteil der Gemeinde Slovenska Bistrica.
Die Siedlung befindet sich im südöstlichen Teil des Bachergebirges auf einer Höhe von 841 m.s.l.m.

## Etymologie
Die Siedlung war bis 1952 nach dem Kirchenpatron Sveti Martin na Pohorju genannt. Diesen Namen trägt jetzt die Pfarrei St. Martin na Pohorju.

## Geschichte
Erste Partisanenaktionen gegen die Siedlung fanden in Oktober und Dezember 1942 statt. Von Herbst 1944 bis Mai 1945 war in Šmartno na Pohorju das Partisanenlazarett Jesen.

### Monumente
In der Ortsmitte steht eine romanische Kirche namens St. Martin, die urkundlich zuerst im Jahr 1252 erwähnt wurde. Der große Altar mit den Statuen von St. Petrus und von Paulus sowie die Kanzel sind das Werk von Jožef Holzinger von 1870.  

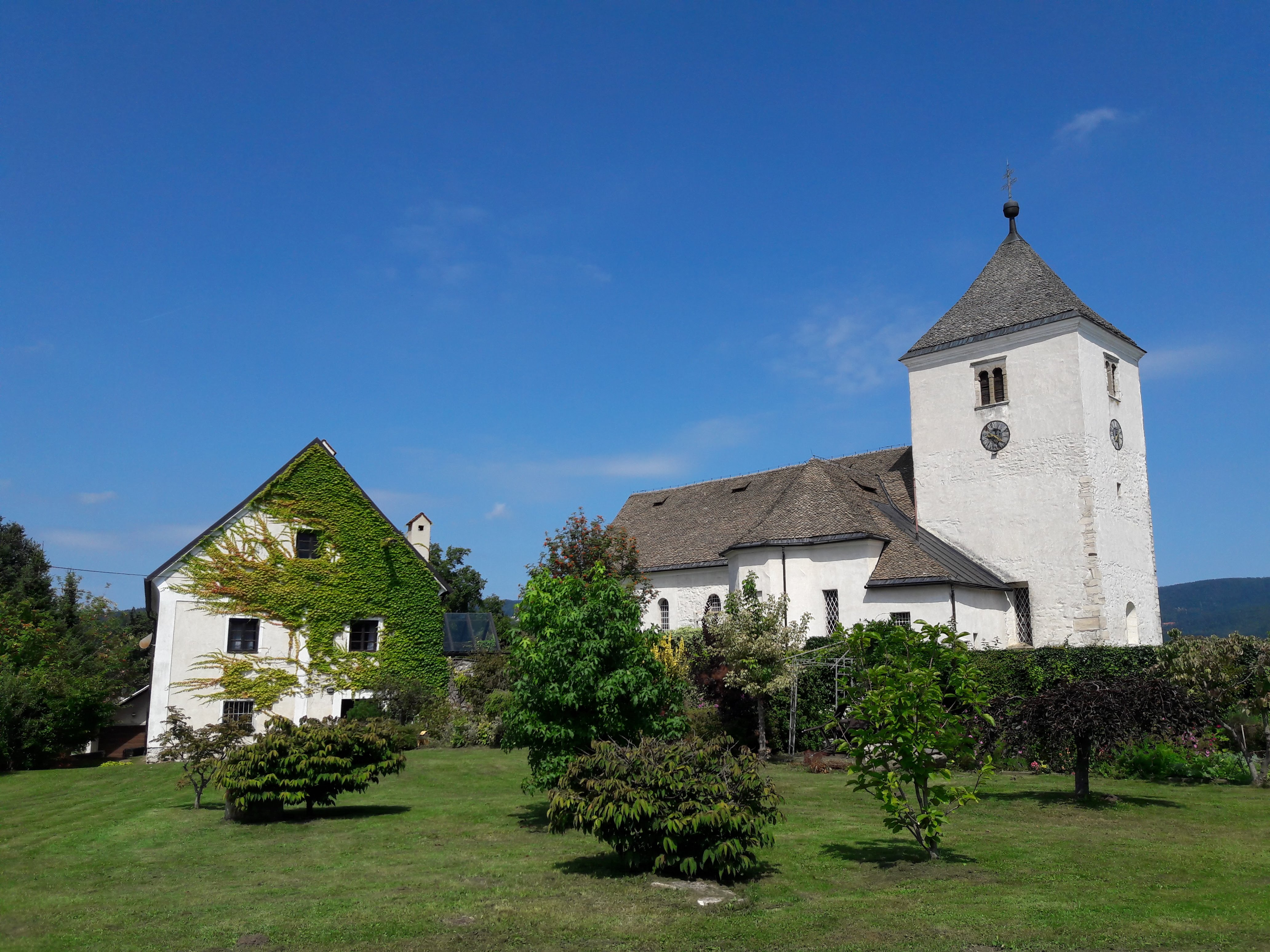
Kirche St. Martin